# Henry Larsen (remer noruec)
Henry Ludvig Larsen (Oslo, 16 d'agost de 1891 - Tønsberg, Vestfold, 20 de gener de 1969) va ser un remer noruec que va competir a començaments del segle xx.
El 1912 va prendre part en els Jocs Olímpics d'Estiu d'Estocolm, on va disputar la competició del quatre amb timoner del programa de rem. Quedà eliminat en semifinals i se li atorgà la medalla de bronze. Vuit anys més tard, una vegada finalitzada la Primera Guerra Mundial, va disputar els Jocs d'Anvers, on guanyà la medalla de bronze en la competició del quatre amb timoner del programa de rem, formant equip amb Birger Var, Theodor Klem, Per Gulbrandsen i Thoralf Hagen.